# Limnophila arnoudi
Limnophila arnoudi är en tvåvingeart som beskrevs av Theowald 1971. Limnophila arnoudi ingår i släktet Limnophila och familjen småharkrankar. Inga underarter finns listade i Catalogue of Life.